# Pauli Rantasalmi
Pauli Rantasalmi (Helsinki; 1 de mayo de 1979) es un músico finlandés, exmiembro de la banda de rock gótico; The Rasmus en donde era el guitarrista.

## Biografía
Pauli Antero Rantasalmi nació el 1º de mayo de 1979 en la ciudad de Helsinki, Finlandia. 
Cuando estudiaba en la secundaria conoció a Lauri Ylönen (su mejor amigo desde entonces), y con él fundó The Rasmus, acompañados de sus amigos Eero Heinonen y Janne Heiskanen. En 1999, Heiskanen dejó el grupo y Aki Hakala se unió luego de que Pauli lo invitara a hacer una prueba de sonido. Aki ha comentado que Pauli lo invitó diciendo solo: «Oye, ¿quieres unirte a Rasmus?»
The Rasmus se convirtió en un éxito desde su formación hasta la actualidad, y gozan también de un gran respeto en su país natal, donde son considerados grandes músicos y precursores de un tipo de música.
Además de su trayectoria en la banda finesa, también se ha desempeñado como productor y creador de otras bandas finlandesas como Killer y Kwan.
En el año 1999 participó como actor en la película finlandesa Pitkä Kuuma Kesä. Su personaje se llamaba Pate. El film trata sobre una banda de rock de los 80 llamada Kalle Päätalo, y el director fue Perttu Leppä.
En 2007 conoció a quien se convertiría en su esposa, durante un concierto en Singapur. Rápidamente, se instaló en ese país a vivir con ella.
Un año luego, en 2008, él y su esposa se convirtieron en padres por primera vez, al nacer su hija el 13 de agosto de ese mismo año.

## Gustos y datos personales

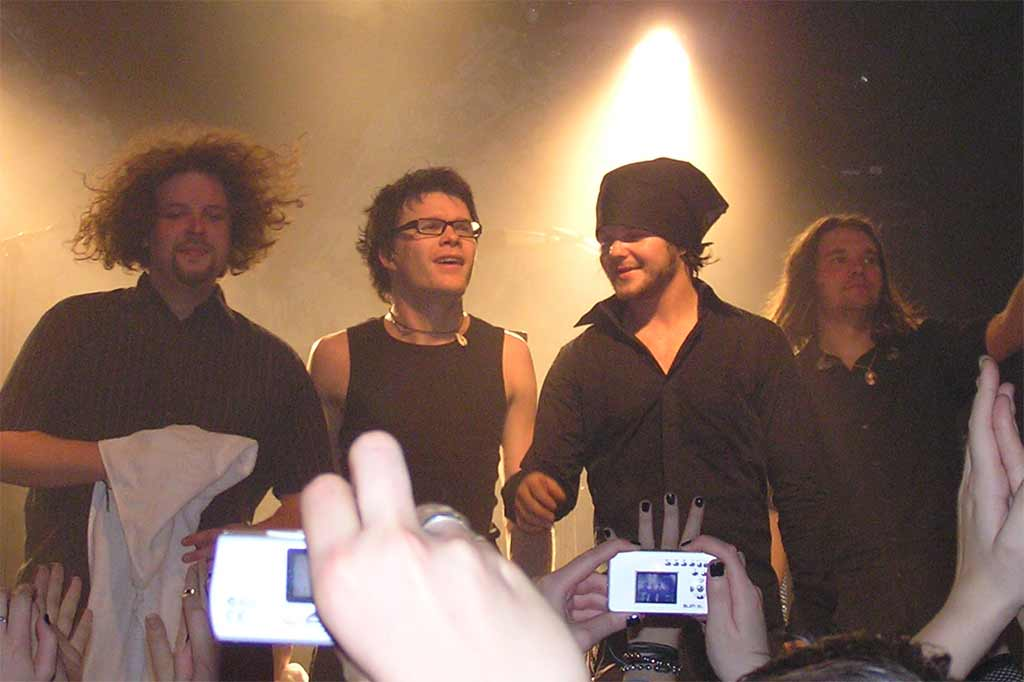
The Rasmus luego de un concierto.

- Su apodo es Tonni (tonelada en finlandés) debido a que antes era un poco obeso.
- También es apodado nälle, que significa oso de felpa.
- Su signo zodiacal es tauro.
- Mide 1.70 m, su cabello es castaño claro y sus ojos son verdes.
- Suele dejarse la barba en forma de candado.
- Su comida favorita es el pescado.
- Una de sus bandas favoritas es Cypress Hill.
- Su álbum favorito de la banda es Into.
- Le encanta el hip-hop y el baloncesto.
- Usa anteojos.
- Como Lauri, Pauli tiene un tatuaje de la asociación de bandas finlandesas Dynasty, a la que también pertenecen otras bandas como Kwan y Killer.
- A pesar de que tiene licencia de conducir, no tiene coche.
- Le gusta fumar.
- Toca con gabinetes 4x12 Line6 y posiblemente los efectos de su guitarra ESP, son desarrollados por el Line6 Floor POD xt live